# Петров, Иван Петрович (инженер-химик)
Иван Петрович Петров — советский хозяйственный деятель.

## Биография
Родился в 1918 году в селе Крюки. Член КПСС.
Окончил Ленинградскую военную академию химической защиты.
Участник Великой Отечественной войны: начальник химической службы 9-го гвардейского стрелкового полка 3-й гвардейской стрелковой дивизии.
В 1946—1949 гг. — инженер-химик на Ленинградском заводе «Красный химик».
В 1949—1981 гг. — начальник смены, заместитель главного инженера по внедрению новой техники, главный инженер Чепецкого механического завода.
Заслуженный изобретатель РСФСР.
Лауреат Государственной премии СССР 1979 года закрытым Постановлением Совета Министров и ЦК КПСС.
Почетный гражданин города Глазова (1980).
Умер в 1983 году в Глазове.

## Награды
- Орден Ленина
- Орден Октябрьской Революции
- Орден Трудового Красного Знамени (дважды)
- Орден Красной Звезды (03.06.1945)
- Орден Знак Почёта